# Karl Friedrich Hensler
Karl Friedrich Hensler, o Henseler (Vaihingen an der Enz, 1º febbraio 1759 – Vienna, 24 novembre 1825), è stato un direttore teatrale e commediografo tedesco.

## Biografia
Figlio di un medico, la sua carriera di studio fu culminata con la frequentazione del corso di teologia a Gottinga e con la laurea ottenuta nel 1778, ma alla carriera ecclesiastica preferì in un primo tempo quella diplomatica e poi quella artistica.
Dedicò tutta la sua vita a molteplici attività tutte ruotanti attorno al teatro.
Agli esordi della sua carriera scrisse poesie, poi recitò come attore e collaborò con la rivista teatrale Marinellische Schaubühne, prima di intraprendere il lavoro di direttore teatrale dapprima al Theater in der Leopoldstadt di Vienna (1803-1816) su invito di Gaetano Marinelli, poi al Theater an der Wien e infine al Theater in der Josefstadt, ricostruito ed inaugurato nel 1822 con la partecipazione di Beethoven che eseguì un concerto di musica scritta appositamente.
Si distinse per aver innalzato il livello culturale e spettacolare del locale dovunque abbia svolto le sue funzioni professionali.
Si impegnò anche come autore scrivendo complessivamente circa duecento lavori, in una prima fase soprattutto farse e commedie sentimentali e commoventi, e successivamente melodrammi e opere di genere fantastico inserite ed ambientate nella società viennese a lui contemporanea e nella tradizione teatrale del Alt-Wiener Volkstheater.
Tra le sue iniziative più apprezzate vi fu quella di riprendere e rivitalizzare il genere magico-Barocco, accostandolo allo stile di Grillparzer e di Raimund.
Tra le sue opere più significative si possono citare: Die zwölf schlafenden Jungfrauen ("Le dodici pulzelle dormienti", 1797) e Das Donauweibchen ("L'ondina del Danubio", 1801).
La maggior parte delle sue opere è stata musicata da F. Wenzel Müller e Ferdinand Kauer.
Sposò l'attrice Karolina Amman (1773-1821).

## Opere
- Der Soldat von Cherson, 1785.
- Handeln macht den Mann, oder der Freimaurer, 1785.
- Kasperl der Besenbinder, 1787.
- Kasperls Ehrentag, 1789.
- Das Sonnenfest der Braminen, 1790.
- Marinellische Schaubühne (4 volumi), 1790.
- Kaspar der Schornsteinfeger, 1791.
- Der Orang-Outang oder das Tigerfest, 1792.
- Das Judenmädchen von Prag, oder Kaspar der Schuhflicker, 1792.
- Alles in Uniform für unsern König, 1795.
- Eugenius Skoko, Erbprinz von Dalmatien, rielaborazione di Amleto di Shakespeare, 1798.
- Der Sturm, 1798.
- Das Donauweibchen, 1798.
- Gute Menschen lieben ihre Fürsten, oder die Jakobiner in Deutschland, 1799.
- Die Teufelsmühle am Wienerberg, 1801.
- Die Nymphe der Donau, 1803.